# Vlaams Instituut voor de Zee
Het Vlaams Instituut voor de Zee (VLIZ) is een wetenschappelijke instelling die zich richt op marien onderzoek. VLIZ werd opgericht in 1999 en heeft haar zetel in Oostende, Vlaanderen. VLIZ verzamelt en deelt oceaankennis, bevordert mariene wetenschappen, ondersteunt beleid, stimuleert innovatieve oplossingen en beheert mariene data. Het instituut werkt nauw samen met wetenschappelijke instellingen, de overheid en de industrie, zowel nationaal als internationaal. 

## Missie en doelen
Het VLIZ heeft als missie het bevorderen van wetenschappelijke kennis over mariene ecosystemen. Het actieterrein zijn de wereldzeeën en estuaria, met een specifieke focus op de Zuidelijke Noordzee en de Vlaamse kust. Het instituut maakt deze kennis breed toegankelijk zodat deze kan ingezet worden voor het beheer van mariene hulpbronnen. VLIZ verzamelt, analyseert en deelt mariene data, en ondersteunt zowel wetenschappelijk onderzoek als het marien beleid. Het zoekt daarbij innovatieve wegen op, met o.a. de ontwikkeling van monitoringsystemen en zeegaande robotica. Haar baseline luidt niet voor niets: “VLIZ, pionier in zeekennis”. 

## Onderzoeksdomeinen
VLIZ verricht multidisciplinair onderzoek met een grote maatschappelijke relevantie en impact. Het onderzoek bij VLIZ hanteert het concept van Open Science en streeft naar maximale samenwerking. De nexus Klimaat-Oceaan-Biodiversiteit staat voorop in het VLIZ-onderzoek, met een belangrijke focus op twee thematische pijlers: de 'Gezondheid van oceaan en mens’ en 'Klimaatsverandering in ondiepe kustzones’. Invalshoeken zijn o.a.:
- Mariene biodiversiteit: onderzoek naar de diversiteit van zeedieren en planten, van ongewervelde dieren tot vissen, zeevogels en zeezoogdieren.
- Mariene ecosystemen: studie van de structurele en functionele dynamiek van mariene ecosystemen, inclusief     de impact van menselijke activiteiten (onderwatergeluid, pollutie, (recreatieve) visserij, scheepvaart,…)
- Klimaatverandering en kustbeheer: evaluatie van de effecten van klimaatverandering op de wereldzeeën, met een bijzondere     focus op ondiepe kustgebieden.
- Mariene technologie: ontwikkeling van innovatieve technologieën voor marien onderzoek, zoals sensor- en monitoringsystemen, en robotica.

## Infrastructuur en data
VLIZ beheert verschillende belangrijke databanken, waaronder het World Register of Marine Species (WoRMS), een gezaghebbende gegevensbank die de taxonomie van alle mariene soorten wereldwijd bevat. Deze databank is het werk van een internationaal netwerk van taxonomen en wordt wereldwijd erkend als een standaard voor mariene biodiversiteit.
VLIZ biedt toegang tot mariene gegevens via platforms zoals EMODnet (European Marine Observation and Data Network). 
Het instituut beschikt over geavanceerde infrastructuur voor marien onderzoek, waaronder het onderzoeksschip Simon Stevin, de werkboot Abbé Mann, en een vloot aan robotica. Deze infrastructuur speelt een sleutelrol in het uitvoeren van wetenschappelijk veldonderzoek en in het verzamelen van gegevens in de Belgische Noordzee en daarbuiten.

## Breed maatschappelijk draagvlak
Naast onderzoek is VLIZ actief in het betrekken van een breed gamma aan gebruikers, gaande van andere wetenschappers, verschillende beleidsniveaus, bedrijven, overheden, het onderwijs en het brede publiek. Het instituut biedt opleidingsmogelijkheden, stages en samenwerkingsprogramma’s met universiteiten en onderzoeksinstellingen aan. VLIZ ondersteunt ook het bewustzijn van mariene en klimaatkwesties door middel van publieksactiviteiten en educatieve programma’s.

## Internationale samenwerking
VLIZ werkt samen met diverse nationale en internationale organisaties en instituten. Het VLIZ is een belangrijke speler in internationale netwerken die zich richten op mariene wetenschappen en biedt expertise in het gebruik van mariene gegevens en technologieën en in het delen van kennis.

## Locatie
Het hoofdkantoor van VLIZ bevindt zich in de Jacobsenstraat 1 op de Oosteroever van Oostende, waar het gebouw (de InnovOcean Campus) wordt gedeeld met de mariene afdeling van het Instituut voor Landbouw-, Visserij- en Voedingsonderzoek (ILVO) en met aan het VLIZ gelieerde partners: het IOC Project Office voor IODE, het secretariaat van de European Marine Board, het secretariaat van EMODnet, de erfgoedcel Kusterfgoed en de Streekwerking Kust van de Provincie West-Vlaanderen. Het gebouw biedt uitgebreide vergaderfaciliteiten en fungeert als de uitvalsbasis voor de wetenschappelijke en technische activiteiten van VLIZ en zijn samenwerkingspartners.
Daarnaast beheert VLIZ het Marien Station Oostende (MSO) aan de Slipwaykaai in de haven van Oostende. Dit complex omvat onder meer laboratoria, een testcentrum voor zeerobots (‘Marine Robotics Centre’) en tal van technische werkruimtes. Onderzoekers, studenten en technici werken er aan uiteenlopende projecten, van biologische experimenten tot maritiem archeologisch onderzoek.